# Gát György (rendező)
Gát György (Budapest, 1947. február 5. – 2024. március 13.) magyar rendező, forgatókönyvíró, producer, színész, dramaturg.

## Élete
Főiskolai tanulmányait a Színház- és Filmművészeti Főiskolán végezte.
Az Magyar Televízió világosítója, kábelese, operatőre, rendezőasszisztense, majd rendezője, producere volt. 1993–1999 között a TNG Rt. elnök-vezérigazgatója volt. 1999-től a New TNG Productions Kft. ügyvezető igazgatója. Az ELTE Bölcsészettudományi Kar esztétika-média tanszékén tanított.

## Filmjei
- Kis Vuk (2007) (rendező, forgatókönyvíró, producer)
- SztárVár (2005) (producer)
- Szerencsi, fel! (2004) (rendező, író)
- 7-es csatorna (1999) (színész)
- TV a város szélén (1998) (producer)
- Família Kft. (1991-1994) (rendező)
- Angyalbőrben (1990-1991) (rendező, producer, író, színész)
- Isten hátrafelé megy (1991) (producer)
- Eszmélet (1989) (producer)
- Séire noire (1987) (rendező)
- Golyó a szívbe (1986) (rendező)
- Zsarumeló (1987) (rendező, író)
- Villanyvonat (1984) (rendező)
- Linda (1984-1989) (rendező, forgatókönyvíró, producer, színész)
- Dögkeselyű (1982) (színész)
- Omelette (1981) (rendező)
- Az utolsó autóbusz (1980) (rendező)
- Szegény Avroszimov (1980) (rendező)
- Hálapénz – Tiszteletem, főorvos úr (1979) (rendező)
- A kétfenekű dob (1978) (színész)
- Robog az úthenger (1976) (író)
- Végre, hétfő! (1971) (színész)
- A fekete város (1971) (színész, kameraman)
- A trió (rendező)
- Szerelem száz háton... (dramaturg)

## Színházi rendezései
- Polgár András: Csak egy nap a világ
- Kertész Ákos: Huszonegy

## Könyvei
- Coper András–Gát György–Rozgonyi Ádám: Linda-szafari; ILK, Budapest, 1986
- Fabula Tamás–Gát György: Kis Vuk; Alexandra, Pécs, 2008